# Irvin Yalom
Irvin D. Yalom, född 13 juni 1931, är en amerikansk läkare, psykoterapeut och författare, som är känd som en av de främsta förespråkarna för existentiell psykoterapi.
Yalom föddes i Washington, D.C. av ryska föräldrar. Under hans barndom var Washington en segregerad stad, och han växte upp i ett fattigt svart område. Yalom tog en bachelorexamen vid George Washington University 1952, studerade därefter medicin vid Boston University där han tog examen 1956 och genomförde sedan praktik vid Mount Sinai Hospital. Han specialiserade sig senare på psykiatri, började arbeta som lärare i medicin vid Stanford University och blev där professor i psykiatri 1973. 1994 gick han i pension och blev professor emeritus.
Efter att ha varit verksam som psykoterapeut i mer än trettio år började Yalom under 1980-talet skriva böcker som riktar sig till blivande psykoterapeuter och andra som är intresserade av psykoterapi. De mest framgångsrika böckerna ur hans rika författarskap inkluderar The Gift of Therapy (i svensk översättning Terapins gåva), Momma and the Meaning of Life (i svensk översättning Mamma och meningen med livet), When Nietzsche Wept (i svensk översättning När Nietzsche grät), samt Love's Executioner (i svensk översättning Kärlekens bödel).